# George Pal

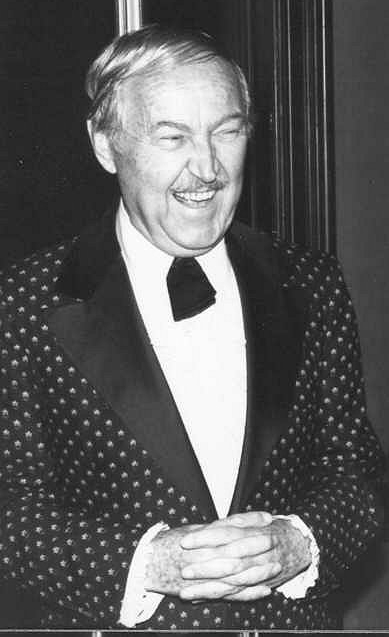
George Pal (1979)

George Pal (Cegléd (Oostenrijk-Hongarije), 1908 - Beverly Hills (Californië), 1980), geboren als György Pál Marczincsak, was een Hongaars-Amerikaanse filmproducer en regisseur. Hij was voornamelijk actief in het science-fiction- en fantasygenre.

## Biografie
Pal bezocht de Hongaarse Kunstacademie in Boedapest waar hij in 1928 afstudeerde. In 1931 trouwde hij met Elisabeth "Zsoka" Grandjean, met wie hij een zoon kreeg, en verhuisde naar Berlijn waar hij ging werken voor de UFA studio's. Hier ontwikkelde hij de stop-motion animatietechniek 'Pal-Doll', in de Verenigde Staten ook bekend als 'Puppetoons'. Nadat de nazi's de macht kregen in Duitsland verliet hij dit land. Eerst werkte hij in Parijs en Londen en ook nog een korte tijd voor Philips in Eindhoven waarvoor hij reclamefilmpjes maakte voordat hij in 1939 naar de Verenigde Staten vertrok. Hier paste hij zijn animatietechniek veelvuldig toe in films als The Time Machine en The War of the Worlds. Pal overleed in 1980 aan een hartaanval en is begraven op het Holy Cross Cemetery (Culver City), Californië.

## Selectie van George Pal films
- The Great Rupert (1950) (producer)
- Destination Moon (1950) (producer) (Oscar: Special Effects 1950)
- When Worlds Collide (1951) (producer) (Oscar: Special Effects 1951)
- The War of the Worlds (1953) (producer; directed by Haskin) (Oscar: Best Special Effects 1953)
- Houdini (1953) (producer)
- The Naked Jungle (1954) (producer; directed by Haskin)
- Conquest of Space (1955) (producer; directed by Haskin)
- Tom Thumb (1958) (producer and director) (Oscar: Best Special Effects 1958)
- The Time Machine (1960) (producer, director and "Morlock" designer) (Oscar: Best Special Effects 1960)
- Atlantis, the Lost Continent (1961) (producer and director)
- The Wonderful World of the Brothers Grimm (1962) (producer and director)(Cinerama Production) (Oscar: Best Costume Design 1962)
- 7 Faces of Dr. Lao (1964) (producer and director) (Oscar: Makeup Honorary Award 1964 - first film to receive this award)
- The Power (with Michael Rennie) (1968) (producer; directed by Haskin)
- Doc Savage: The Man of Bronze (1975) (producer)

## Bibliography
- Gail Morgan Hickman. The Films of George Pal. South Brunswick, NJ: A.S. Barnes & Co., 1977. ISBN 0-498-01960-8.
- Schepp, Ole and Kamphuis, Fred. George Pal in Holland 1934–1939. Den Haag: Kleinoffsetdrukkerij Kapsenberg, 1983.
- Miller, Thomas Kent. Mars in the Movies: A History. Jefferson, North Carolina: McFarland & Company, 2016. ISBN 978-0-7864-9914-4.
- Peters, Mette. "George Pal’s ‘Cavalcade of Colours, Music and Dolls’: 1930s Advertising Films in Transnational Contexts". In: Animation and Advertising. Thompson, Kirsten Moana, Cook, Malcolm (Eds.). Palgrave Macmillan, 2019. ISBN 978-3-030-27938-7.